# 松下一也 (競艇選手)
松下 一也（まつした かずや、1983年1月24日 - ）は、静岡県浜松市出身・在住の競艇選手。
登録番号4207、91期。静岡支部所属。
スタートを武器に闘う。
過去にはGI新鋭王座も優勝している。
同期には、川上剛、山口剛、久田敏之、長嶋万記などがいる。師匠は坪井康晴。

## 略歴
2002年11月13日、地元浜名湖競艇場でデビュー。デビュー戦でいきなり2着入線を果たす。
デビュー2節目の同年11月22日、三国競艇場にて6コースからの捲りで初勝利(デビュー10走目)。
そして、3節目となる同年12月9日には常滑競艇場にて初優出(6着)とデビュー早々目覚ましい活躍を遂げる。
8回目の優出となる2007年1月15日、地元浜名湖競艇場にて3コースからの捲りでようやく初優勝を果たす。
2009年1月25日、びわこ競艇場での第23回新鋭王座決定戦優勝戦にて、4コースからの見事な捲り差しで優勝。GI初優出初優勝であり、新鋭王座初出場初優勝でもあった。なお、新鋭リーグ戦での優勝は一度もなく、いきなりの王座獲得であるとともに、新鋭リーグ卒業の年のみ出場し優勝したのは平池仁志に続く史上2人目である。
この優勝で同年の総理大臣杯出場権を獲得してSG初出場を果たしたが、水神祭は挙げられなかった。
新鋭王座優勝後はフライング禍で苦しんでいたが、活躍著しい静岡支部の中で注目されている若手の1人である。